# Neseis mauiensis
Neseis mauiensis är en insektsart som först beskrevs av Thomas Blackburn 1888.  Neseis mauiensis ingår i släktet Neseis och familjen fröskinnbaggar.

## Underarter
Arten delas in i följande underarter:
- N. m. mauiensis
- N. m. pallidipennis